# Landsorganisasjonen i Norge

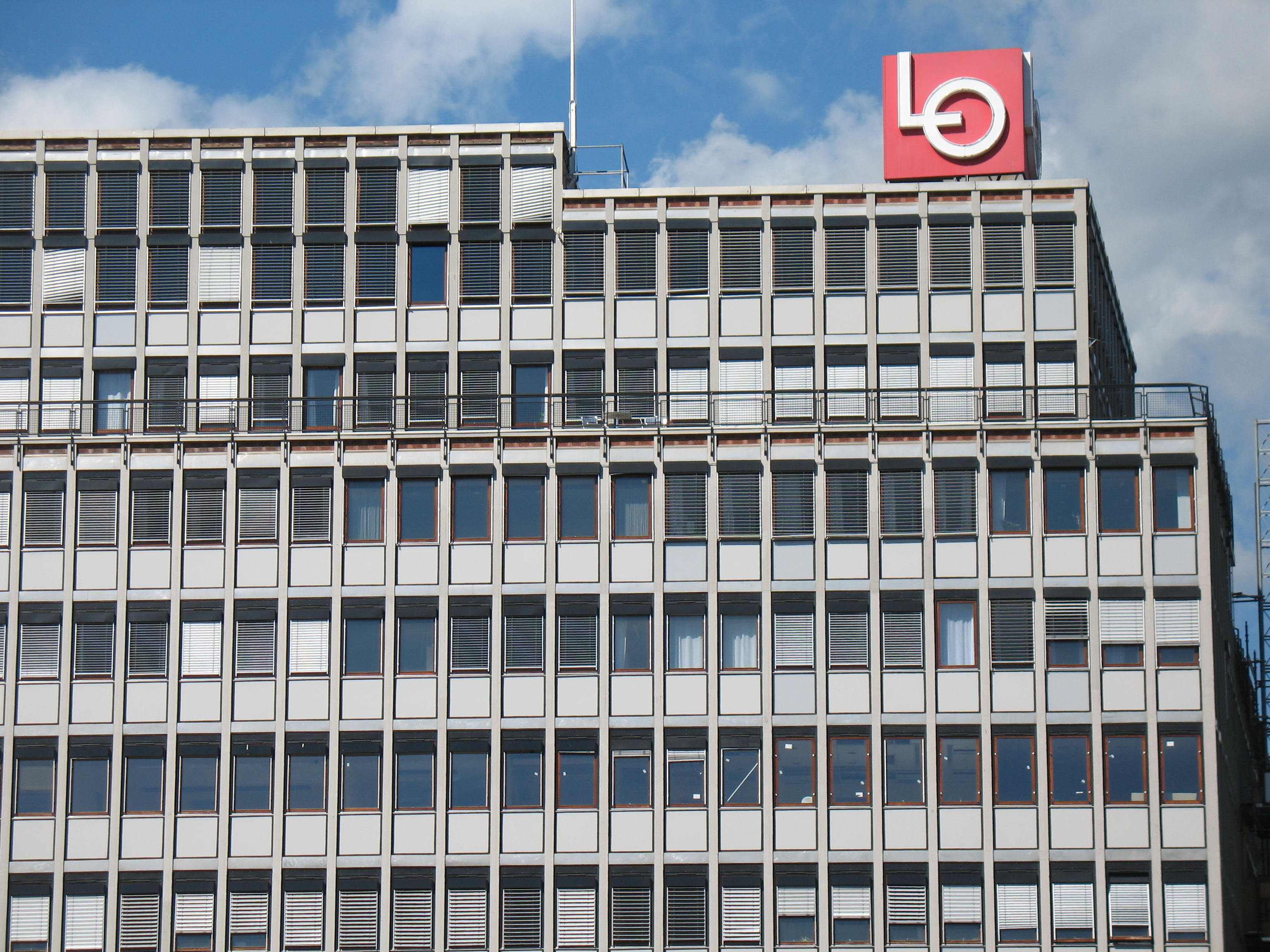
Landsorganisasjonen har sitt huvudsäte på Folkets Hus i Oslo på Youngstorget.

Landsorganisasjonen i Norge (LO) är Norges största fackliga centralorganisation. Den består av 22 medlemsförbund och representerar omkring 910 000 medlemmar. LO bildades 1899 som Arbeidernes Faglige Landsorganisasjon, men bytte namn 1957. Nuvarande ordförande är Peggy Hessen Følsvik.

## Medlemsförbund
- Arbeiderbevegelsens Presseforbund
- EL & IT Forbundet
- Fagforbundet
- Fellesforbundet
- Fellesorganisasjonen (FO)
- Forbundet for Ledelse og Teknikk (FLT)
- Handel og Kontor i Norge (HK)
- Industri Energi (IE)
- LO Stat
- Musikernes fellesorganisasjon (MFO)
- Norske Idrettsutøveres Sentralorganisasjon (NISO)
- Norges Offisersforbund (NOF)
- Norsk Arbeidsmandsforbund (NAF)
- Norsk Fengsels- og friomsorgsforbund (NFF)
- Norsk Jernbaneforbund (NJF)
- Norsk Kabinforeing (NKF)
- Norsk Lokomotivmannsforbund (N.L.F.)
- Norsk Manuellterapeutforening (NMF)
- Norsk Post- og Kommunikasjonsforbund
- Norsk Sjømannsforbund (NSF)
- Norsk Tjenestemannslag (NTL)
- Norsk Transportarbeiderforbund (NTF)
- Norsk Nærings- og Nytelsesmiddelarbeiderforbund (NNN)
- Skolenes landsforbund (SL)

## Ordförande genom tiderna
- 1899–1900: Hans G. Jensen
- 1900–1901: Dines Jensen
- 1901–1904: Adolf Pedersen
- 1904–1905: Joh. Johansen
- 1905–1906: Adolf Pedersen
- 1906–1925: Ole O. Lian
- 1925–1934: Halvard Olsen
- 1934–1939: Olav Hindahl
- 1939–1965: Konrad Nordahl
- 1965–1969: Parelius Mentsen
- 1969–1977: Tor Aspengren
- 1977–1987: Tor Halvorsen
- 1987–1989: Leif Haraldseth
- 1989–2001: Yngve Hågensen
- 2001–2007: Gerd-Liv Valla
- 2007–2013: Roar Flåthen
- 2013–2017: Gerd Kristiansen
- 2017–2021: Hans-Christian Gabrielsen
- 2021-: Peggy Hessen Følsvik

Under den tyska ockupationen av Norge under andra världskriget var följande personer ordförande för det "legala LO", den del av organisationen som önskade samarbeta med ockupationsmakten och som erkändes av den:
- 1940: Elias Volan
- 1940–1941: Jens Tangen
- 1941–1945: Odd Fossum
- 1945: Kåre Rein